# Tranvia Torino-Chivasso/Brusasco
La tranvia Torino-Chivasso, con diramazione Castagneto Po-Brusasco, era una linea tranviaria interurbana che collegava le città di Torino, Chivasso e Brusasco dal 1877 al 1949.

## Storia

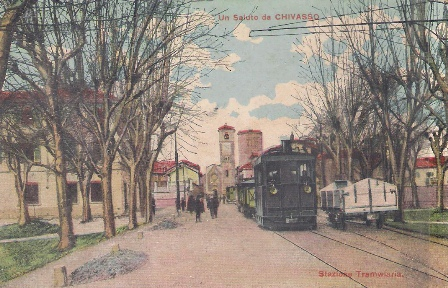
Chivasso, capolinea tranviario

La Società Anonima dei Tramways di Torino, a capitale belga ed esercente la rete tranviaria del capoluogo subalpino e la linea per Moncalieri, aprì la prima tratta, tra la Barriera di Casale e la Madonna del Pilone, nel 1877 con trazione a cavalli. L'esercizio a cavalli fu richiesto per ottenere più velocemente la concessione; poco tempo dopo l'apertura al traffico si richiese l'autorizzazione prefettizia per l'esercizio a vapore.
Il 28 novembre 1880 fu inaugurata la tratta fino a Gassino, della quale la società aveva avuto la concessione all'esercizio con trazione a vapore in quello stesso anno, alla presenza del sindaco di Torino Luigi Ferraris; l'esercizio al pubblico iniziò il successivo 1º dicembre. La restante tratta della linea, tra Gassino, Chivasso e Brusasco, fu inaugurata il 19 dicembre 1883. Funzione della linea era, come per altre linee dei dintorni di Torino, agevolare gli spostamenti dei pendolari verso il capoluogo in una direttrice che si rivelò redditizia.
La linea fu elettrificata il 15 luglio 1908 nella tratta Torino-Castagneto Po-Chivasso; la tratta Castagneto-Brusasco, rimasta a trazione a vapore, fu elettrificata il 19 aprile 1931.
Nel 1936 il Comune di Torino, tramite la Società Anonima Tranvie Torino Ovest (SATTO), concluse le trattative con la Società Anonima dei Tramways di Torino e i comuni interessati per rilevare la gestione delle linee della "belga": dal 1º gennaio 1937 la SATTO, che prese la nuova denominazione SATTI, subentrò nella gestione, impostando un piano di miglioramento e rinnovo delle linee che ebbe buoni risultati: nei primi otto mesi della nuova gestione i passeggeri trasportati salirono a 680.000 dai 605.000 registrati nel corrispondente periodo del 1936.
Durante la Seconda guerra mondiale la tranvia subì solo lievi danni al materiale rotabile, contribuendo allo sfollamento della popolazione di Torino.
Il 1º giugno 1949 la tranvia per Chivasso e Brusasco chiuse, sostituita da un'autolinea, a causa della scarsa manutenzione del materiale e della linea dovuti alla guerra e all'interferenza con il crescente traffico automobilistico.

## Caratteristiche
La linea tranviaria era a scartamento normale di 1435 mm,
e si sviluppava per 37,421 km, di cui 1,519 km la tratta Castagneto Po-Chivasso; il raggio minimo di curva era di 59 metri (11 sulla tratta per Chivasso), la pendenza massima del 35 per mille, che saliva al 50 per mille sulla Castagneto Po-Chivasso. La velocità massima ammessa era di 30 km/h. La linea, inizialmente con trazione a vapore, fu elettrificata a 600 V cc. La linea nel suo percorso extraurbano era interamente a binario unico con dieci raddoppi, ai quali se ne aggiunsero altri quattro con l'elettrificazione della Torino-Chivasso; durante la seconda guerra mondiale a Gassino fu costruito un triangolo di inversione per permettere l'utilizzo di tram urbani monodirezionali, ma non fu mai impiegato.

### Percorso
| Unknown route-map component "uexKBHFa" |

| Unknown route-map component "uexhKRZWae" |

| Unknown route-map component "uKSTRa" + Unknown route-map component "uexKBHFe" |

| Unknown route-map component "uCONTgq" | Unknown route-map component "uxABZgr" |  |  |  |

| Unknown route-map component "uexBHF" |

| Unknown route-map component "uexBHF" |

| Unknown route-map component "uexBHF" |

| Unknown route-map component "uexBHF" |

| Unknown route-map component "uexBHF" |

| Unknown route-map component "uexBHF" |

| Unknown route-map component "uexBHF" |

| Unknown route-map component "uexBHF" |

|  | Unused straight waterway |  |  | Continuation backward |

|  |  | Unused straight waterway |  |  | Unknown route-map component "ABZg+l" | Unknown route-map component "CONTfq" |

|  | Unknown route-map component "uexABZgl" | Unknown route-map component "uexhKRZWaeq" | Unknown route-map component "uexKBHFeq" | Station on track |

|  |  | Unused straight waterway | Water |  | Unknown route-map component "ABZgl" | Unknown route-map component "CONTfq" |

| Unknown route-map component "STR+l" | Unknown route-map component "uxmKRZhl" | Unknown route-map component "hKRZWeq" | Unknown route-map component "WBRÜCKE1q" | One way rightward |

| Unknown route-map component "HSTeBHF" | Unknown route-map component "uexBHF" |  |  |  |

| Enter and exit tunnel | Unused straight waterway |  |  |  |

| Unknown route-map component "HSTeBHF" | Unknown route-map component "uexBHF" |  |  |  |

| Unknown route-map component "HSTeBHF" | Unknown route-map component "uexBHF" |  |  |  |

| Station on track | Unknown route-map component "uexBHF" |  |  |  |

| Unknown route-map component "CONTgq" | One way rightward | Unused straight waterway |  |  |  |  |

| Unknown route-map component "uexKBHFe" |

Il capolinea di Torino, comune alla tranvia per Moncalieri, era situato in piazza Castello davanti alla prefettura; da lì procedeva per via Po, piazza Vittorio e corso Casale (dove si trovava anche il deposito).

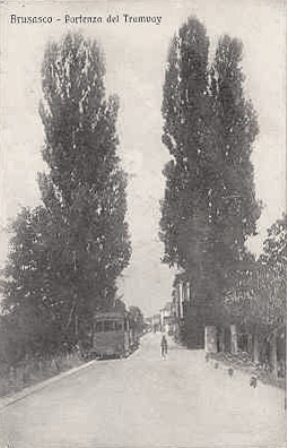
Tram a Brusasco

Con l'inaugurazione della funicolare per Superga, nel 1884, furono introdotte carrozze dirette tra il capolinea e Superga, che alla stazione di Sassi venivano agganciate ai locomotori Agudio della funicolare.
Uscita da Torino la tranvia imboccava la Strada statale 590 della Valle Cerrina, passando per San Mauro Torinese (la cui fermata si trovava in via Torino), Castiglione Torinese, Gassino Torinese, San Raffaele Cimena e Castagneto Po. Attraversato il ponte sul Po, si arrivava a Chivasso, città il cui capolinea si trovava in piazza Vittorio Emanuele II (poi piazza della Repubblica), nei pressi della Chiesa collegiata di Santa Maria Assunta. La linea per Brusasco proseguiva invece sulla statale toccando San Sebastiano da Po, Lauriano, Monteu da Po e Cavagnolo.
Il capolinea fu spostato nel 1927 in corso Regina Margherita nei pressi dei Giardini Reali. Nel 1940 il capolinea torinese fu ulteriormente trasferito nella nuova stazione tranviaria di via Fiochetto (all'angolo con via Gené), comune alla linea per Settimo Torinese, inaugurata ufficialmente il 21 aprile. Il trasferimento in via Fiochetto si era reso necessario per l'intralcio al traffico causato dal vecchio capolinea. I mutamenti nel capolinea portarono ad alcune modifiche nel percorso urbano della tranvia.

## Materiale rotabile
Sulle linee per Chivasso, Brusasco e Poirino la Società Anonima dei Tramways di Torino impiegò locomotive a vapore cabinate di tipo tranviario:
- 1: costruita dalla SLM nel 1878, rodiggio B, 20 km/h;
- 2÷14: costruite dalla Henschel & Sohn tra il 1878 e il 1881, rodiggio B, 16 km/h;
- 15÷19: costruite dalla Henschel & Sohn tra il 1883 e il 1885, rodiggio B, 20 km/h.

Con l'elettrificazione della tratta Torino-Gassino-Chivasso, nel 1908, entrarono in servizio elettromotrici a carrelli con scompartimenti di prima e seconda classe.
Nel 1936 il parco rotabili delle linee per Chivasso, Brusasco e Poirino era costituito da 24 elettromotrici, un locomotore elettrico, 62 rimorchiate a due assi e 96 carri merce,